# Last.fm
Last.fm este un site web de muzică, fondat în anul 2002 în Marea Britanie. El a atins cifra de 30 de milioane de utilizatori activi în martie 2009.  Pe 30 mai 2007, CBS Interactive a cumpărat Last.fm pentru £140 milioane ($280 milioane).